# Timewind
Timewind is het vijfde muziekalbum van de Duitse elektronische muzikant Klaus Schulze. Het is zijn meest bekende album. Schulze droeg het album op aan Richard Wagner. Het album is opgenomen in Berlijn.
Bij het nalopen van de originele tapes bleek dat het nummer Bayreuth Return in één take is opgenomen op 3 juni 1975, startende om een uur of 10 ’s avonds; de datum en tijd had Schulze op de doos vermeld.
Schulze was vertrokken bij Brain Records en had de overstap gemaakt naar een toen nieuw platenlabel Virgin Records. Dit had tot gevolg dat het album wereldwijd werd uitgebracht. De Verenigde Staten maakten voor het eerst kennis met de muziek van de Berlijnse School.

## Musicus
- Klaus Schulze – elektronica

## Composities
- CD1

1. Bayreuth Return (30:32)
2. Wahnfried[1] 1883 (28:28)

- CD2

1. Echoes of time (38:42)
2. Solar wind (12:35)
3. Windy times (4:57)

CD2 bevat bonustracks op de geremasterde versie die in 2006 verscheen. De tracks 1 en 2 van die bonus-cd zijn opgenomen rond de tijd dat het album werd opgenomen. Track 3 is een hommage aan Schulze zelf; het werd opgenomen ter gelegenheid van het uitbrengen van het totale oeuvre in een 100-cd box. Veel later zou Schulze albums opnemen onder het pseudoniem Richard Wahnfried.

## Albumlijst
Het album stond zeven weken in de voorloper van de Album Top 100.
| Hitnotering: 31-01-1976 t/m 19-3-1976 | Hitnotering: 31-01-1976 t/m 19-3-1976 | Hitnotering: 31-01-1976 t/m 19-3-1976 | Hitnotering: 31-01-1976 t/m 19-3-1976 | Hitnotering: 31-01-1976 t/m 19-3-1976 | Hitnotering: 31-01-1976 t/m 19-3-1976 | Hitnotering: 31-01-1976 t/m 19-3-1976 | Hitnotering: 31-01-1976 t/m 19-3-1976 | Hitnotering: 31-01-1976 t/m 19-3-1976 |
| Week:                                 | 1                                     | 2                                     | 3                                     | 4                                     | 5                                     | 6                                     | 7                                     |                                       |
| ------------------------------------- | ------------------------------------- | ------------------------------------- | ------------------------------------- | ------------------------------------- | ------------------------------------- | ------------------------------------- | ------------------------------------- | ------------------------------------- |
| Positie:                              | 19                                    | 16                                    | 16                                    | 17                                    | 18                                    | 20                                    | 18                                    | uit                                   |